# ブドゥ・ムディヴァニ
ポリカルプ・“ブドゥ”・グルゲノヴィチ・ムディヴァニ（ロシア語: Поликарп (Буду) Гургенович Мдивани、1877年 - 1937年7月10日）、民族名ポリカルペ・“ブドゥ”・グルゲニス・ゼ・ムディヴァニ（グルジア語: პოლიკარპე (ბუდუ) გურგენის ძე მდივანი）は、グルジア人のボリシェヴィキ。グルジア語父称はグリゴリス・ゼ (გიორგის ძე) とも。
グルジア問題において、党中央の推進するザカフカース連邦構想に対する強硬な反対派となったことで知られる。

## 生涯

### 青年期
1877年、ロシア帝国クタイス県ホニの貴族の家に生まれた。1895年からモスクワ大学法学部に学び、1899年の学生スト (en) に参加して放校されたが、その後復学して1901年に3コースを卒業した。1903年にボリシェヴィキに入党し、1904年5月に逮捕されたが翌1905年9月に釈放された。同時期には西グルジアで若きヨシフ・スターリンと知り合い、警官に銃撃されたスターリンを自分の体でかばっている。
1906年4月から翌1907年2月までベルリンとパリで過ごし、1910年1月から1913年6月までモスクワ保険会社のチフリス、バクー支社で審査官補として働いていたが、1910年7月には再び逮捕されイランへの追放刑に処され、アンザリー、ハマライ、ガズヴィーンで過ごしている。

### 革命期
1917年10月に釈放され、翌11月から翌1918年11月までボリシェヴィキ・チフリス委員会の、同月30日から翌1919年2月13日まで南部戦線、カスピ・カフカース戦線第11軍革命軍事会議のメンバーを務め、同年6月から翌1920年3月までは南東戦線・カフカース戦線 (ru) 第10軍政治部部長に就いた。
1919年12月からはカフカース革命委および北カフカース・ソビエト権力回復局の、1920年3月から6月までは北カフカース革命委員を務め、翌7月から8月までは駐バクー・ロシア社会主義連邦ソビエト共和国対外貿易人民委員部全権、9月まではバクー革命委幹部会員に就いた。党の呼び名「ブドゥ」には「樽」と「将来」という2つの意味があり、バクーで協同していたアナスタス・ミコヤンによると、ムディヴァニは「もし将来（ブドゥ）コミッサールになれなければ、私の将来（ブドゥ）はない」という言い回しを好んで使っていたという。また、「すぐ癇癪を起こすが、またすぐに元に戻る」性格であったという。
同月から11月まではペルシア赤軍革命軍事会議メンバーを務め、ミコヤンとともにギーラーン共和国政権に対する軍事クーデターを指導。ギーラーン政権を完全にボリシェヴィキの統制下に置くことに成功した。同年から翌1921年まではロシア共産党中央委カフカース局員 (en) およびグルジア共産党議長、同年2月19日から5月までは駐トルコ・ロシア共和国大使でもあった。

### グルジア問題
同年から6月11日から翌1922年まではグルジア共和国対外貿易人民委員、1921年7月7日からはグルジア革命委議長を1922年1月まで、1921年7月からはグルジア共和国人民委員会議議長を1922年4月まで務め、1921年8月から翌年までは再度ロシア共産党中央委カフカース局に属した。1921年からはグルジア共産党中央委幹部会員にも就いた。
こうしてグルジア共和国指導部に上り詰めたムディヴァニであったが、同時期のザカフカースでは、カフカース局責任書記セルゴ・オルジョニキゼによる、モスクワすら危惧するほど急速・強権的な、ザカフカース3国の政治的・国家的統合が推進されていた。このオルジョニキゼによるザカフカース連邦構想に対する反対の急先鋒に立ったのが、ムディヴァニであった（アレクサンドル・スヴァニゼによれば、「セルゴとブドゥの活劇に終始しない中央委の決議は一つとしてな」かったという）。
さらに同時期には、ソビエト連邦結成におけるスターリンの「自治化案」（ロシア共和国の傘下に他の諸国家が自治共和国として加入するというもの）に対しても、ムディヴァニはグルジア共和国代表として強硬な反対姿勢を取った（この時、ムディヴァニは「ケケの家にガードマンを付けろ。彼女にもう一人スターリンを産ませないために」とのジョークを飛ばしている）。ムディヴァニら「グルジア反対派」（フィリップ・マハラゼ、セルゲイ・カフタラゼ、ミハイル・オクジャヴァ、コテ・ツィンツァゼら）の訴えはやがてウラジーミル・レーニンも知るところとなり、レーニンのスターリンに対する不信は後の「レーニンの遺書」問題へと波及してゆくこととなる。
しかし結局は、グルジア反対派が多数を占めていたグルジア共産党中央委の1922年10月22日の総辞職と、オルジョニキゼの配下ベソ・ロミナゼ第一書記による新体制発足により、グルジア反対派は影響力を失った。グルジア反対派が拒絶した「ザカフカース社会主義連邦ソビエト共和国」は同年12月13日に成立し、グルジア反対派は翌1923年4月のロシア共産党第12回大会でのスターリン演説で「反ロシア的排外主義」として片付けられた。

### 中央への屈伏
その後、ムディヴァニは1922年3月12日から12月4日まではザカフカース連邦共和国連邦会議議長、同年末から中央執行委幹部会グルジア共和国代表や制憲委員も務めた。しかしこれらは実質的な左遷であり、さらに翌1923年6月には中央執行委により更迭されている。
1922年4月からはグルジア共和国外務人民委員、1923年11月23日から翌1924年11月まではソビエト連邦コンセッション大委 (ru) 委員を務めたが、左翼反対派に属していたため同月から1926年9月までは駐フランス・連邦通商代表、翌10月から1928年1月までは駐イラン・連邦通商代表という左遷を受けた。翌2月から12月までは連邦国家輸出入合資会社オリョール支社長を務めたが、同月に反党活動を理由に逮捕され、党籍剥奪とシベリアへの3年の追放刑に処された（翌1929年に懲役3年に変更）。
しかし1930年5月には釈放され、翌6月から翌1931年6月までグルジア絹トラスト長に就き、同年には反党組織からの離脱表明をして党籍回復もなされた。スターリンとも和解し、ムディヴァニはモスクワを訪れるとスターリン宅に泊まり、スターリンもグルジアを訪れるとムディヴァニ宅を訪問する仲に戻った。また、スターリンはムディヴァニの息子の名付け親にさえなった。再度重用されるようになったムディヴァニは、その後1913年7月から翌1932年までグルジア共和国国民経済最高会議議長、同年7月から1934年12月まで軽工業人民委員を務め、同月からは人民委員会議第一副議長に就いた。

### 粛清
ムディヴァニは同年1月14日からはグルジア共産党中央委員にも復帰していたが、1936年10月17日に「トロツキスト・スパイ・破壊活動センター」に参加した容疑で、シャルヴァ・エリアヴァ、マカリヤ・トロシェリゼ、ニコライ・カルツィヴァゼ、セミョーン・チフラゼ、ゲオルギー・クルロフら他のグルジア共和国高官らとともに逮捕された。
ムディヴァニはメテヒ刑務所に収監中、「スターリンはダントンの次がロベスピエールの番だったことを忘れるな！」との言葉を残している。また取調べでは、他のグルジア共和国高官の罪を「告白」するよう迫ったNKVDに対し、ムディヴァニは「私はスターリンを30年前から知っている。奴は赤ん坊から盲目のひい婆さんまで、我々全員を始末するまで止めはしない！」と述べて証言を拒否した。
ムディヴァニは翌1937年7月9日、グルジア共和国最高裁によってオクジャヴァら他の6人の被告人とともに死刑判決を下され、翌10日未明にトビリシ郊外に連行された。「私を撃つなら最後にしてくれ。同志を勇気付けたい」と言ったムディヴァニを、処刑人は真っ先に撃った。7人目を撃った後、ムディヴァニがまだ生きていることに気付いた処刑人は、ムディヴァニに止めを刺した。遺体は穴に投げ込まれ、生石灰と水で覆われた。テニスのソ連チャンピオンであった息子アルチルを含めたムディヴァニの家族の大部分も銃殺刑に処された。その後、ムディヴァニは1956年に名誉回復がなされた。家族も翌1957年に名誉回復されている。